# Nick Collison
Pour les articles homonymes, voir Collison.
Nick Collison, né le 26 octobre 1980 à Orange City dans l'Iowa, est un joueur américain de basket-ball. Il évolue au poste d'ailier fort.

## Carrière universitaire
Collison joue pendant quatre ans pour l'Université du Kansas, où il forme un duo d'attaque de premier plan avec le meneur de jeu Kirk Hinrich, lui aussi originaire de l'Iowa.
Il va atteindre le Final Four du tournoi NCAA deux années de suite (en 2002 et 2003) et gagner une place dans l'équipe nationale des États-Unis pour jouer les championnats du monde 2002.
Le 25 novembre 2003, quelques semaines après ses débuts en NBA, son maillot est retiré chez les Jayhawks. Il termine sa carrière universitaire en ayant été sacré cette année-là NABC Player of the Year, Big 12 Player of the Year et Consensus first-team All-American.

## Carrière en NBA

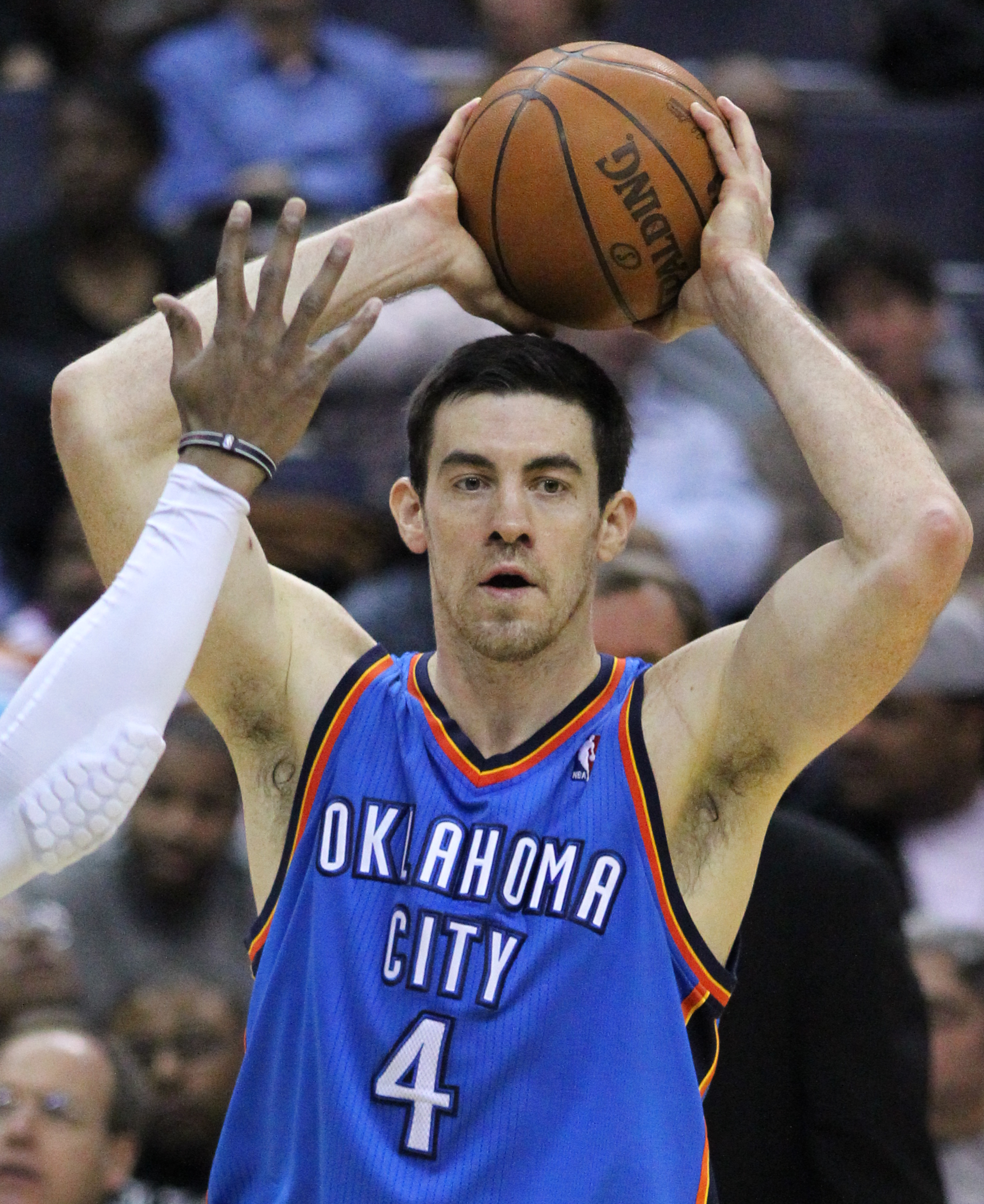
Nick Collison.

Il est sélectionné par les SuperSonics de Seattle en 12e position lors de la Draft 2003 de la NBA mais manque la saison 2003-2004 à cause de blessures aux épaules. Il fait ses débuts en NBA le 3 novembre 2004 contre les Clippers de Los Angeles, en marquant 3 points lors d'une défaite 114 à 84. Il devient un contributeur régulier lors de la saison 2006-2007 avec une moyenne de 9,6 points et 8,1 rebonds par match. La saison suivante, il marque plus (9,8 points/match) et attrape plus de rebonds (9,4 rebonds/match) malgré un temps de jeu légèrement en baisse.
Le 10 mai 2018, il annonce sa retraite sportive après 15 ans passés dans la même franchise, des SuperSonics de Seattle au déménagement vers Oklahoma City. Son maillot n°4 est par la suite retiré par la franchise, dont c'est la première célébration de ce type.

## Palmarès

### En franchise
- Finales NBA en 2012 contre le Heat de Miami avec le Thunder d'Oklahoma City.
- Champion de la Conférence Ouest en 2012 avec le Thunder d'Oklahoma City.
- Champion de la Division Nord-Ouest en 2011, 2012 et 2013 avec le Thunder d'Oklahoma City.
- Maillot retiré (numéro 4) le 20 mars 2019, lors de la rencontre du Thunder face au Raptors de Toronto.

## Records sur une rencontre en NBA
Les records personnels de Nick Collison en NBA sont les suivants, :
| Type de statistique        | Saison régulière | Saison régulière          | Saison régulière | Playoffs | Playoffs               | Playoffs      |
| Type de statistique        | Record           | Adversaire                | Date             | Record   | Adversaire             | Date          |
| -------------------------- | ---------------- | ------------------------- | ---------------- | -------- | ---------------------- | ------------- |
| Points                     | 29               | @ Suns de Phoenix         | 9 janvier 2007   | 15       | Kings de Sacramento    | 3 mai 2005    |
| Paniers marqués            | 12               | 2 fois                    | 2 fois           | 6        | 3 fois                 | 3 fois        |
| Paniers tentés             | 19               | @ Rockets de Houston      | 31 janvier 2007  | 9        | 2 fois                 | 2 fois        |
| Paniers à 3 points réussis | 2                | 4 fois                    | 4 fois           | 1        | 3 fois                 | 3 fois        |
| Paniers à 3 points tentés  | 5                | 2 fois                    | 2 fois           | 1        | 7 fois                 | 7 fois        |
| Lancers francs réussis     | 9                | Jazz de l'Utah            | 12 janvier 2007  | 4        | @ Grizzlies de Memphis | 13 mai 2013   |
| Lancers francs tentés      | 10               | 2 fois                    | 2 fois           | 7        | Kings de Sacramento    | 3 mai 2005    |
| Rebonds offensifs          | 8                | 6 fois                    | 6 fois           | 6        | 2 fois                 | 2 fois        |
| Rebonds défensifs          | 16               | Clippers de Los Angeles   | 5 décembre 2007  | 8        | Grizzlies de Memphis   | 15 mai 2011   |
| Rebonds totaux             | 21               | 2 fois                    | 2 fois           | 12       | 2 fois                 | 2 fois        |
| Passes décisives           | 5                | 9 fois                    | 9 fois           | 4        | Rockets de Houston     | 21 avril 2013 |
| Interceptions              | 4                | @ Clippers de Los Angeles | 15 avril 2009    | 3        | Lakers de Los Angeles  | 24 avril 2010 |
| Contres                    | 4                | 3 fois                    | 3 fois           | 3        | 2 fois                 | 2 fois        |
| Balles perdues             | 5                | 3 fois                    | 3 fois           | 4        | Grizzlies de Memphis   | 7 mai 2013    |
| Minutes jouées             | 49               | Jazz de l'Utah            | 12 janvier 2007  | 38       | @ Mavericks de Dallas  | 25 mai 2011   |

- Double-double : 70 (dont 1 en playoffs)
- Triple-double : 0